# 林發耿
林發耿，MH（1959年8月14日—）生於福建，後來移居香港。為前任香港荃灣區議會綠楊區議員、綠楊新邨前任業主委員會主席、福建省及福州市政協委員，民建聯前成員，新界社團聯會特邀理事，公司董事總經理。喪偶，育有一子林宇星。

## 生平
林發耿生於福建，祖籍福州，1977年高中畢業後，曾於福州的政府部門當公務員，其後從商。1983年林發耿在前往上海的火車上，結識當時於香港任職教師的妻子方妙蘭。1986年，女方暪著父母偷偷回中國大陸與林發耿結婚。1990年，林發耿獲批出單程證移居香港。起初他在銀行當文員，其後獲妻子賣出深水埗的自置單位給他資金經營五金生意，並轉往荃灣定居，期間住所亦是由妻子負責供款。後來林發耿亦取得工商管理碩士學位。
林發耿早年接受報章訪問時曾表示他一生人最成功便是跟妻子方妙蘭結婚。
林發耿曾經加入民建聯，後來於2003年退出，並加入新界社團聯會，卻以獨立候選人身份參加區議會選舉。
2003年香港區議會選舉，林發耿首次參選荃灣區議會綠楊選區，取得1,339票，以208票之差擊敗獨立民主派對手陳啟明而當選區議員。其後林發耿於2007年及2011年的區議會選舉中分別取得2,303及2,408票高票連任該區區議員。
2015年香港區議會選舉，林發耿面對婚外情醜聞後，在巨大輿論壓力下仍然競逐連任。最終以2,193票擊敗新民主同盟的王珮芝而成功連任，成為該屆選舉中唯一能擊敗新民主同盟的候選人。雖然如此，林發耿與泛民主派對手的得票差距，由2007年及2011年的逾1500票，顯著收窄至2015年的200多票。
2019年香港區議會選舉，泛民主派派出當時年僅21歲、時為新民主同盟執委兼香港城市大學學生潘朗聰挑戰林，結果潘以867票之差擊敗林，結束林的區議員生涯。其子林宇星亦在該次選舉在沙田區翠嘉選區代表新民黨和公民力量參選，但同樣落敗。

### 歷屆參選區議會選舉結果
| 政党   | 政党         | 候选人    | 票数  | %     | ±      |
| ------ | ------------ | --------- | ----- | ----- | ------ |
|        | 獨立         | ①. 陳啟明 | 1,131 | 36.50 | 不適用 |
|        | 新界社團聯會 | ②. 林發耿 | 1,339 | 43.21 | 不適用 |
|        | 獨立         | ③. 洪旭雲 | 629   | 20.30 | 不適用 |
| 多数票 | 多数票       | 多数票    | 208   | 6.71  | 不適用 |

| 政党   | 政党         | 候选人    | 票数  | %     | ±      |
| ------ | ------------ | --------- | ----- | ----- | ------ |
|        | 社民連       | ①. 陳嘉樂 | 778   | 25.25 | 不適用 |
|        | 新界社團聯會 | ②. 林發耿 | 2,303 | 74.75 | 不適用 |
| 多数票 | 多数票       | 多数票    | 1,525 | 49.50 | 不適用 |

| 政党   | 政党         | 候选人    | 票数  | %     | ±      |
| ------ | ------------ | --------- | ----- | ----- | ------ |
|        | 公民黨       | ①. 蘇耀坤 | 805   | 24.50 | 不適用 |
|        | 新界社團聯會 | ②. 林發耿 | 2,481 | 75.50 | +0.75‬  |
| 多数票 | 多数票       | 多数票    | 1,676 | 51.00 | +11.5  |

| 政党   | 政党         | 候选人    | 票数  | %     | ±      |
| ------ | ------------ | --------- | ----- | ----- | ------ |
|        | 新民主同盟   | ①. 王珮芝 | 1,933 | 46.85 | 不適用 |
|        | 新界社團聯會 | ②. 林發耿 | 2,193 | 53.15 | -22.35 |
| 多数票 | 多数票       | 多数票    | 260   | 6.30  | -44.7  |

| 政党   | 政党         | 候选人    | 票数  | %     | ±      |
| ------ | ------------ | --------- | ----- | ----- | ------ |
|        | 新民主同盟   | ①. 潘朗聰 | 3,677 | 56.68 | 不適用 |
|        | 新界社團聯會 | ②. 林發耿 | 2,810 | 43.32 | -9.83  |
| 多数票 | 多数票       | 多数票    | 867   | 13.37 | +7.07  |

## 區議會服務
- 地區設施管理委員會副主席
- 文娛康樂及體育委員會委員
- 交通及運輸委員會委員
- 社會服務及社區宣傳委員會委員
- 環境及衞生事務委員會委員

## 醜聞及爭議

### 婚外情及妻子自殺事件
2014年4月22日，《明報》一篇報道指林發耿捲入一宗婚外情事件，並附上一段懷疑林發耿在有夫之婦家中偷情的偷拍片段。片段中見到一名貌似林的男子祼露身體並與一女子有親密舉動。報道刊出約一個月後，即2014年5月24日，林的妻子方妙蘭從荃灣一棟工業大廈跳樓身亡，坊間因此猜測其妻自殺跟林的婚外情有關。

### 涉嫌以業委主席身份打壓當區區議員
於2019年香港區議會選舉，林敗給新民主同盟潘朗聰，但期後香港獨立媒體報導，林涉以業委主席身份打壓潘。
自上任後3個月，潘一直未能成功接手邨內的議辦，只能暫借用距離綠楊新邨有一段步程，昌寧商場內一個百餘呎的地下舖位。屋苑業主委員會又拒絕租出議員辦公室，又禁止他於大廈範圍向居民派發防疫物資及單張。有居民向業主委員會主席兼落選區議員林發耿對質，林反而要求以新同盟是「激進派」為由，要求潘先退黨。
潘指，歷屆區議會選舉後，租用議辦的手續在一週內已能完成。每次希望把工作報告及活動宣傳海報張貼於各座大堂，或把抗疫單張放入每戶信箱時，每每會被管理處以「必須以業委會的名義申請」為由阻止。但過往林發耿曾夥拍立法會議員何君堯舉行法律講座，該活動未有以業委名義申請，相關單張亦可張貼於大堂，質疑管理處處事手法欠公允，存心打壓。

## 外部連結
- 林發耿Google+專頁（页面存档备份，存于）
- 林發耿區議員辦事處（页面存档备份，存于）
- 荃灣區議會 荃灣區議會議員資料-林發耿先生（页面存档备份，存于）